# Darebin
Darebin är en region i Australien. Den ligger i delstaten Victoria, nära delstatshuvudstaden Melbourne. Antalet invånare är 146 797. Arean är 53 kvadratkilometer.
Följande samhällen finns i Darebin:
- Reservoir
- Preston
- Northcote
- Thornbury
- Fairfield
- Kingsbury

Runt Darebin är det i huvudsak tätbebyggt. Runt Darebin är det mycket tätbefolkat, med 2 915 invånare per kvadratkilometer. Genomsnittlig årsnederbörd är 1 244 millimeter. Den regnigaste månaden är juli, med i genomsnitt 140 mm nederbörd, och den torraste är januari, med 49 mm nederbörd.